# Moritz Bürkner
Moritz Bürkner, vollständiger Name: Moritz James Frederik Bürkner, (* 13. März 1983 in Bonn) ist ein deutscher Schauspieler.

## Leben
Moritz Bürkner ist der Großneffe des Schauspielers Robert Bürkner sowie der Urenkel des Dresdner Holzschnitzers und Kupferstechers Hugo Bürkner und der Urenkel des Chemikers August W. von Hofmann.
Bürkner absolvierte nach dem Abitur von 2004 bis 2008 eine Schauspielausbildung an der Schauspielschule der Keller in Köln, außerdem erhielt er dort eine Ausbildung in Gesang und Tanz. Seine Ausbildung setzte er privat, unter anderem bei Folker Bohnet und Susanne Bredehöft, fort.
Nach seiner Ausbildung arbeitete er hauptsächlich als Theaterschauspieler. Er hatte erste Festengagements an der Landesbühne Rheinland-Pfalz und am Kleinen Theater Bad Godesberg (2009–2011).
In der Spielzeit 2009/10 spielte er am Schlosstheater Neuwied in dem Kriminalstück Cocktail für eine Leiche nach dem Film Cocktail für eine Leiche von Alfred Hitchcock an der Seite von Petra Blossey und Claus Wilcke. In der Spielzeit 2009/10 war er am Kleinen Theater in Bonn-Bad Godesberg als Schauspieler Oxenby in dem Theaterstück Der Garderobier von Ronald Harwood zu sehen. In der Spielzeit 2010/11 übernahm Bürkner dort die Rolle des Andrea Sarti in Bertolt Brechts Theaterstück Leben des Galilei.
Am Schlosstheater Neuwied verkörperte er von 2010 bis 2014 in dem Stück Die Brücke in der authentischen Rolle des jugendlichen Flakhelfers und später in Neuwied ansässigen Malermeisters Hermann Kesselheim einen Zeitzeugen des Kampfes um die Brücke von Remagen.
In der Spielzeit 2010/11 war er am Schlosstheater Neuwied als „trottelige[r] Schornsteinfeger, der vergeblich um Mariechens Hand anhält“, in der Märchenproduktion Frau Holle zu sehen. Weitere Bühnenrollen folgten dort als König Achmad im Kinderstück Der Dieb von Bagdad (2012) und als Müllersohn Hans im Kindermärchen Der gestiefelte Kater (2013). 2017 war er am Schlosstheater Neuwied der Steuereinnehmer im Weihnachtsmärchen Rumpelstilzchen.
Bürkner trat auch bei verschiedenen Freilicht- und Oper-Air-Theateraufführungen auf. 2012 und 2013 spielte er an der Piraten-Open-Air-Bühne in Grevesmühlen an der Ostsee den Master Tyler in den Stücken Ein Leben für die See und Der alte Freibeuter. Im Sommer 2015 spielte er bei den Karl-May Festspielen in Elspe die Rolle des Utah-Häuptlings „Grosser Wolf“ in dem Stück Der Schatz im Silbersee. Im Sommer 2016 trat Bürkner bei den Karl-May-Festspielen als gegnerischer Marikopa-Häuptling „Peteh“ im Stück Im Tal des Todes auf. Weitere Engagements beim Elspe Festival folgten in den Jahren 2017–2019 in der Winnetou-Trilogie. 2021 spielte Bürkner bei den Karl-May-Festspielen Elspe die Rolle des Buttler in Der Ölprinz. 2022 war er dort als Tramp Knox in Der Schatz im Silbersee zu sehen.
Bürkner spielte auch mehrere kleinere Rollen in Film- und Fernsehproduktionen, unter anderem als Patient in A Dangerous Method, als Rekrut in Neue Vahr Süd sowie in den Fernsehserien Lena – Liebe meines Lebens, Alarm für Cobra 11 und Herzflimmern – Die Klinik am See. Zudem wirkte er in einigen Studenten- und Kurzfilmprojekten mit.
Im März 2020 gab Bürkner in den Sozialen Medien bekannt, dass er seinen Rufnamen von Moritz zu seinem Zweitnamen James geändert habe. Fortan tritt er unter den Namen James Bürkner auf.

## Filmografie (Auswahl)
- 2004: Sex & mehr
- 2010: A dangerous Method
- 2010: Neue Vahr Süd
- 2010: Lena – Liebe meines Lebens
- 2011: Alarm für Cobra 11 (Folge mitten ins Herz)
- 2011: Ariadne 2050
- 2011: Herzflimmern – Die Klinik am See
- 2012: Das kalte Gericht

## Theaterstücke (Auswahl)
- 2012: Ein Leben für die See, Rolle: Master Tyler, Piraten-Open-Air, Grevesmühlen
- 2013: Der Alte Freibeuter, Rolle: Master Tyler, Piraten-Open-Air-Grevesmühlen
- 2015: Der Schatz im Silbersee, Rolle: Ovuts Avath, Freilichtbühne Elspe Festival, Lennestadt
- 2015: Besuch aus Good Old Germany, Rolle: Herr Brettschneider, Showhalle Elspe Festival, Lennestadt
- 2016: Im Tal des Todes, Rolle: Peteh, Freilichtbühne Elspe Festival, Lennestadt
- 2017: Winnetou I – Die Geschichte einer großen Freundschaft, Rolle: Matto Schako, Freilichtbühne Elspe Festival, Lennestadt
- 2018: Winnetou II – Der Kampf um Öl, Rolle: Walker, Anführer der Tramps, Freilichtbühne Elspe Festival, Lennestadt
- 2019: Winnetou III – Winnetous letzter Kampf, Rolle: Alan, Anführer der Hounds, Freilichtbühne Elspe Festival, Lennestadt
- 2021: Der Ölprinz, Rolle: Buttler, Freilichtbühne Elspe Festival, Lennestadt
- 2022: Der Schatz im Silbersee, Rolle: Knox, Freilichtbühne Elspe Festival, Lennestadt